# Démographie de la Haute-Saône
La démographie de la Haute-Saône est caractérisée par une faible densité, une population relativement stable depuis les années 1950.
Avec ses 233 920 habitants en 2022, le département français de la Haute-Saône se situe en 84e position sur le plan national.
En six ans, de 2015 à 2021, sa population a diminué de près de 3 450 unités, c'est-à-dire de plus ou moins 580 personnes par an. Mais cette variation est différenciée selon les 539 communes que comporte le département.
La densité de population de la Haute-Saône, 43,6 habitants par kilomètre carré en 2022, est deux fois inférieure à celle de la France entière qui est de 107,1 hab./km2 pour la même année.
Les habitants de la Haute-Saône sont les Haut-Saônois et Haut-Saônoises.

## Évolution démographique du département de la Haute-Saône
Le département a été créé par décret du 4 mars 1790. Il comporte alors six districts (Jussey, Luxeuil, Lure, Vesoul, Gray, Champlitte). Le premier recensement sera réalisé en 1801 et ce dénombrement, reconduit tous les cinq ans à partir de 1821, permettra de connaître plus précisément l'évolution des territoires.
Avec 338 910 habitants en 1831, le département représente 1,4 % de la population française, qui est alors de 32 569 000 habitants. De 1831 à 1866, il va perdre 21 204 habitants, soit une baisse de 0,18 % moyen par an, contre un taux d'accroissement national de 0,48 % sur cette même période.
L'évolution démographique entre la Guerre franco-prussienne de 1870 et la Première Guerre mondiale est beaucoup plus faible qu'au niveau national. Sur cette période, la population perd 45 482 habitants, soit une baisse de 15,1 % alors qu'elle croît de 10 % au niveau national. La population perd encore 6,80 % pour la période de l'entre-deux guerres courant de 1921 à 1936 parallèlement à une croissance au niveau national de 6,9 %.
À l'instar des autres départements français, la Haute-Saône va enfin connaître un léger essor démographique après la Seconde Guerre mondiale. 
En 2022, le département comptait 233 920 habitants, en évolution de −1,4 % par rapport à 2016 (France hors Mayotte : +2,11 %).
| 1791 | 1801    | 1806    | 1821    | 1826    | 1831    | 1836    | 1841    | 1846    |
| ---- | ------- | ------- | ------- | ------- | ------- | ------- | ------- | ------- |
| -    | 291 579 | 299 054 | 308 171 | 327 641 | 338 910 | 343 298 | 347 627 | 347 096 |

| 1851    | 1856    | 1861    | 1866    | 1872    | 1876    | 1881    | 1886    | 1891    |
| ------- | ------- | ------- | ------- | ------- | ------- | ------- | ------- | ------- |
| 347 469 | 312 397 | 317 183 | 317 706 | 303 088 | 304 052 | 295 905 | 290 954 | 280 856 |

| 1896    | 1901    | 1906    | 1911    | 1921    | 1926    | 1931    | 1936    | 1946    |
| ------- | ------- | ------- | ------- | ------- | ------- | ------- | ------- | ------- |
| 272 891 | 266 605 | 263 890 | 257 606 | 228 348 | 226 313 | 219 257 | 212 829 | 202 573 |

| 1954    | 1962    | 1968    | 1975    | 1982    | 1990    | 1999    | 2006    | 2011    |
| ------- | ------- | ------- | ------- | ------- | ------- | ------- | ------- | ------- |
| 209 303 | 208 440 | 214 176 | 222 254 | 231 962 | 229 650 | 229 732 | 235 867 | 239 695 |

| 2016    | 2021    | 2022    | - | - | - | - | - | - |
| ------- | ------- | ------- | - | - | - | - | - | - |
| 237 242 | 234 296 | 233 920 | - | - | - | - | - | - |

## Population par divisions administratives

### Arrondissements
Le département de la Haute-Saône comporte deux arrondissements. La population se concentre principalement sur l'arrondissement de Vesoul, qui recense 55 % de la population totale du département en 2022, avec une densité de 37 hab./km2, contre 45 % pour l'arrondissement de Lure.
| Arrondissement  | Population(2022) | Variation(2022/2016)                       | Superficie(km2) | Densité(hab./km2) |
| --------------- | ---------------- | ------------------------------------------ | --------------- | ----------------- |
| Vesoul          | 127 665          | en évolution de −0,25 % par rapport à 2016 | 3 453,9         | 37                |
| Lure            | 106 255          | en évolution de −2,75 % par rapport à 2016 | 1 906,2         | 55,7              |
| Source : Insee. |                  |                                            |                 |                   |

### Communes de plus de2 000 habitants

Évolution de la population des communes de Haute-Saône de 2007 à 2017.

Sur les 539 communes que comprend le département de la Haute-Saône, quatorze ont en 2021 une population municipale supérieure à 2 000 habitants, cinq ont plus de 5 000 habitants et deux ont plus de 10 000 habitants : Vesoul et Héricourt.
Les évolutions respectives des communes de plus de 2 000 habitants sont présentées dans le tableau ci-après.
| Commune                   | Population(2022) | Variation(2022/2016)                        | Superficie(km2) | Densité(hab./km2) |
| ------------------------- | ---------------- | ------------------------------------------- | --------------- | ----------------- |
| Vesoul                    | 15 306           | en évolution de +2,05 % par rapport à 2016  | 9,07            | 1 687,5           |
| Héricourt                 | 10 525           | en évolution de +3,78 % par rapport à 2016  | 21,04           | 500,2             |
| Lure                      | 7 912            | en évolution de −4,06 % par rapport à 2016  | 24,31           | 325,5             |
| Luxeuil-les-Bains         | 6 674            | en évolution de −0,77 % par rapport à 2016  | 21,81           | 306               |
| Gray                      | 5 455            | en évolution de −0,49 % par rapport à 2016  | 20,26           | 269,2             |
| Fougerolles-Saint-Valbert | 3 777            | en évolution de −2,12 % par rapport à 2016  | 55,02           | 68,6              |
| Champagney                | 3 674            | en évolution de −3,54 % par rapport à 2016  | 36,71           | 100,1             |
| Échenoz-la-Méline         | 3 187            | en évolution de −0,87 % par rapport à 2016  | 8,09            | 393,9             |
| Port-sur-Saône            | 2 966            | en évolution de −1,1 % par rapport à 2016   | 24,59           | 120,6             |
| Saint-Loup-sur-Semouse    | 2 842            | en évolution de −12,53 % par rapport à 2016 | 16,54           | 171,8             |
| Ronchamp                  | 2 745            | en évolution de −0,8 % par rapport à 2016   | 23,54           | 116,6             |
| Arc-lès-Gray              | 2 410            | en évolution de −5,01 % par rapport à 2016  | 12,1            | 199,2             |
| Vaivre-et-Montoille       | 2 436            | en évolution de +0,79 % par rapport à 2016  | 8,48            | 287,3             |
| Rioz                      | 2 432            | en évolution de +8,77 % par rapport à 2016  | 17,2            | 141,4             |
| Source : Insee.           |                  |                                             |                 |                   |

## Unités urbaines

### Principales unités urbaines
|    | CodeInsee | Unité urbaine             | Nombre decommunes(2020) | Population(2022) |
| -- | --------- | ------------------------- | ----------------------- | ---------------- |
| 1  | 70401     | Vesoul                    | 8                       | 28 662           |
| 2  | 70303     | Luxeuil-les-Bains         | 6                       | 12 086           |
| 3  | 70302     | Lure                      | 4                       | 11 140           |
| 4  | 70301     | Héricourt                 | 2                       | 11 153           |
| 5  | 70202     | Gray                      | 4                       | 9 314            |
| 6  | 70201     | Champagney-Ronchamp       | 2                       | 6 419            |
| 7  | 70106     | Fougerolles-Saint-Valbert | 1                       | 3 777            |
| 8  | 70105     | Saint-Loup-sur-Semouse    | 2                       | 3 242            |
| 9  | 70104     | Mélisey                   | 3                       | 3 067            |
| 10 | 70103     | Port-sur-Saône            | 1                       | 2 966            |
| 11 | 70102     | Plancher-les-Mines        | 2                       | 2 752            |
| 12 | 70101     | Rioz                      | 1                       | 2 432            |

### Évolution historique
|    | Unité urbaine          | Nombre de communes (2020) | Population (2020) | Variation annuelle 2010-2020 | Pop. (2010) | Variation annuelle 2010-1999 | Pop. (1999) | Variation annuelle 1990-1999 | Pop. (1990) |
| -- | ---------------------- | ------------------------- | ----------------- | ---------------------------- | ----------- | ---------------------------- | ----------- | ---------------------------- | ----------- |
| 1  | Vesoul                 | 8                         | 28 310            | −0,29 %                      | 29 155      | −0,23 %                      | 29 916      | 0,10 %                       | 29 647      |
| 2  | Luxeuil-les-Bains      | 6                         | 12 103            | −0,74 %                      | 13 069      | −0,69 %                      | 14 145      | −0,40 %                      | 14 667      |
| 3  | Héricourt              | 2                         | 11 225            | 0,21 %                       | 10 990      | 0,25 %                       | 10 697      | 0,40 %                       | 10 323      |
| 4  | Lure                   | 4                         | 11 196            | −0,15 %                      | 11 371      | 0,07 %                       | 11 280      | −0,13 %                      | 11 417      |
| 5  | Gray                   | 4                         | 9 496             | −0,57 %                      | 10 066      | −0,87 %                      | 11 135      | −0,44 %                      | 11 591      |
| 6  | Champagney-Ronchamp    | 2                         | 6 464             | −0,34 %                      | 6 689       | 0,60 %                       | 6 275       | −0,17 %                      | 6 371       |
| 7  | Fougerolles            | 1                         | 3 784             | −0,58 %                      | 4 016       | −0,33 %                      | 4 167       | −0,53 %                      | 4 377       |
| 8  | Saint-Loup-sur-Semouse | 2                         | 3 454             | −1,13 %                      | 3 892       | −1,63 %                      | 4 743       | −0,81 %                      | 5 117       |
| 9  | Mélisey                | 3                         | 3 104             | −0,32 %                      | 3 205       | 0,52 %                       | 3 033       | −0,44 %                      | 3 158       |
| 10 | Port-sur-Saône         | 1                         | 2 952             | −0,13 %                      | 2 990       | 0,71 %                       | 2 773       | 1,11 %                       | 2 521       |
| 11 | Plancher-les-Mines     | 2                         | 2 827             | −0,62 %                      | 3 015       | 1,06 %                       | 2 701       | −0,48 %                      | 2 822       |
| 12 | Rioz                   | 1                         | 2 395             | 2,67 %                       | 1 891       | 6,07 %                       | 1 134       | 3,16 %                       | 883         |

| Vesoul Luxeuil-les-Bains Héricourt Lure Gray Champagney- · Ronchamp Saint-Loup-sur-S. Fougerolles Mélisey Port-sur-Saône Plancher-les-Mines Rioz |

## Structures des variations de population

### Soldes naturels et migratoires depuis 1968
La variation moyenne annuelle est en baisse depuis les années 1970, passant de 0,5 à −0,2 %.
Le solde naturel annuel qui est la différence entre le nombre de naissances et le nombre de décès enregistrés au cours d'une même année, a baissé, passant de 0,5 à −0,2 %. La baisse du taux de natalité, qui passe de 17 à 9,1 ‰, n'est en fait pas compensée par une baisse du taux de mortalité, qui parallèlement passe de 12,3 à 10,8 ‰.
Le flux migratoire reste devient négatif et régresse sur la période courant de 1968 à 2021, le taux annuel passant de 0 à −0,1 ‰. 
| Indicateurs démographiques                       | 1968 à1975 | 1975 à1982 | 1982 à1990 | 1990 à1999 | 1999 à2010 | 2010 à2015 | 2015 à2021 |
| ------------------------------------------------ | ---------- | ---------- | ---------- | ---------- | ---------- | ---------- | ---------- |
| Variation annuelle moyenne de la population en % | 0,5        | 0,6        | -0,1       | 0,0        | 0,4        | -0,2       | -0,2       |
| - due au solde naturel en %                      | 0,5        | 0,3        | 0,3        | 0,1        | 0,2        | 0,1        | -0,2       |
| - due au solde apparent des entrées sorties en % | 0,0        | 0,3        | -0,4       | -0,1       | 0,2        | -0,3       | -0,1       |
| Taux de natalité en ‰                            | 17,0       | 14,3       | 13,3       | 11,5       | 11,9       | 10,9       | 9,1        |
| Taux de mortalité en ‰                           | 12,3       | 11,3       | 10,6       | 10,2       | 9,8        | 9,8        | 10,8       |
| Source : Insee.                                  |            |            |            |            |            |            |            |

### Mouvements naturels sur la période 2014-2022
En 2014, 2 458 naissances ont été dénombrées contre 2 331 décès. Le nombre annuel des naissances a diminué depuis cette date, passant à 1 913 en 2022, indépendamment à une augmentation, mais relativement faible, du nombre de décès, avec 2 653 en 2022. Le solde naturel est ainsi négatif et diminue, passant de 127 à -740.
Pour des raisons techniques, il est temporairement impossible d'afficher le graphique qui aurait dû être présenté ici.

## Densité de population
En 2021, la densité était de 43,7 hab./km2.
| 1968 |  | 40.0 |  |

| 1975 |  | 41.5 |  |

| 1982 |  | 43.3 |  |

| 1990 |  | 42.8 |  |

| 1999 |  | 42.9 |  |

| 2010 |  | 44.7 |  |

| 2015 |  | 44.3 |  |

| 2021 |  | 43.7 |  |

## Répartition par sexes et tranches d'âges
La population du département est plus âgée qu'au niveau national.
En 2021, le taux de personnes d'un âge inférieur à 30 ans s'élève à 31,2 %, soit en dessous de la moyenne nationale (35,1 %). À l'inverse, le taux de personnes d'âge supérieur à 60 ans est de 30,8 % la même année, alors qu'il est de 26,6 % au niveau national.
En 2021, le département comptait 115 311 hommes pour 118 985 femmes, soit un taux de 50,78 % de femmes, légèrement inférieur au taux national (51,61 %).
Les pyramides des âges du département et de la France s'établissent comme suit.
| Hommes | Classe d’âge | Femmes |
| ------ | ------------ | ------ |
| 0,7    | 90 ou +      | 1,9    |
| 8      | 75-89 ans    | 10,6   |
| 19,9   | 60-74 ans    | 20,4   |
| 21,4   | 45-59 ans    | 20,8   |
| 17,2   | 30-44 ans    | 16,7   |
| 15,3   | 15-29 ans    | 13,5   |
| 17,5   | 0-14 ans     | 16,1   |

| Hommes | Classe d’âge | Femmes |
| ------ | ------------ | ------ |
| 0,7    | 90 ou +      | 1,9    |
| 7,0    | 75-89 ans    | 9,5    |
| 16,6   | 60-74 ans    | 17,5   |
| 20,0   | 45-59 ans    | 19,5   |
| 18,8   | 30-44 ans    | 18,3   |
| 18,3   | 15-29 ans    | 16,7   |
| 18,6   | 0-14 ans     | 16,7   |

## Répartition par catégories socioprofessionnelles
La catégorie socioprofessionnelle des retraités est surreprésentée par rapport au niveau national. Avec 32,5 % en 2021, elle est 5,7 points au-dessus du taux national (26,8 %). La catégorie socioprofessionnelle des cadres et professions intellectuelles supérieures est quant à elle sous-représentée par rapport au niveau national. Avec 5,1 % en 2021, elle est 5 points en dessous du taux national (10,1 %).
| Catégorie socioprofessionnelle                    | 2015    | 2015 | 2021    | 2021 | Détails de l'année 2021 | Détails de l'année 2021 | Détails de l'année 2021            | Détails de l'année 2021            | Détails de l'année 2021            |
| Catégorie socioprofessionnelle                    | Nb      | %    | Nb      | %    | Hommes                  | Femmes                  | Part en % de la population âgée de | Part en % de la population âgée de | Part en % de la population âgée de |
| Catégorie socioprofessionnelle                    | Nb      | %    | Nb      | %    | Hommes                  | Femmes                  | 15 à 24 ans                        | 25 à 54 ans                        | 55 ans ou +                        |
| ------------------------------------------------- | ------- | ---- | ------- | ---- | ----------------------- | ----------------------- | ---------------------------------- | ---------------------------------- | ---------------------------------- |
| Agriculteurs exploitants                          | 2 688   | 1,4  | 2 847   | 1,5  | 2 236                   | 611                     | 0,4                                | 2,3                                | 1,0                                |
| Artisans, commerçants, chefs d'entreprise         | 6 493   | 3,3  | 6 775   | 3,5  | 4 891                   | 1 885                   | 0,7                                | 5,8                                | 2,0                                |
| Cadres et professions intellectuelles supérieures | 9 635   | 5,0  | 9 862   | 5,1  | 5 606                   | 4 256                   | 0,6                                | 9,0                                | 2,5                                |
| Professions intermédiaires                        | 25 200  | 13,0 | 25 275  | 13,0 | 11 736                  | 13 539                  | 8,3                                | 23,5                               | 4,5                                |
| Employés                                          | 30 138  | 15,5 | 29 189  | 15,0 | 6 096                   | 23 094                  | 15,9                               | 24,1                               | 6,3                                |
| Ouvriers                                          | 33 328  | 17,2 | 31 355  | 16,1 | 24 408                  | 6 947                   | 20,8                               | 26,2                               | 5,6                                |
| Retraités                                         | 61 128  | 31,5 | 63 315  | 32,5 | 30 350                  | 32 966                  | 0,0                                | 0,2                                | 70,4                               |
| Autres personnes sans activité professionnelle    | 25 709  | 13,2 | 26 446  | 13,6 | 9 900                   | 16 546                  | 53,2                               | 9,0                                | 7,7                                |
| Ensemble                                          | 194 319 | 100  | 195 065 | 100  | 95 222                  | 99 843                  | 100                                | 100                                | 100                                |
| Sources : Insee,.                                 |         |      |         |      |                         |                         |                                    |                                    |                                    |